# Ecaterina Arie
Ecaterina Arie (n. 17 iulie 1923, București, România – d. 18 iulie 1975, București, România) a fost o ingineră energeticiană și cercetătoare română, de origine evreiască. Ea a contribuit la dezvoltarea sistemului energetic pe scară largă în România, după cel de-al Doilea Război Mondial.

## Copilărie și educație
Ecaterina Arie s-a născut la București în anul 1923 într-o familie de intelectuali evrei: bunicul ei din partea mamei, Tulius Revici, era medic, ca și unchiul ei - fratele mamei, Emanuel Revici; celălalt frate al mamei ei Teofil Revici (1895-1980) a fost inginer constructor, profesor la Institutul de Construcții - Facultatea de Căi Ferate din București . Tatăl ei, Ancel (Anghel) Friedman (1885-1963), originar din Galați, a studiat energetica în Germania, unde a și lucrat 3 ani. Revenit în țară, tatăl ei a contribuit din partea Companiei franco-elvețiene Brown-Boveri, la echiparea primelor cu cazane a hidrocentralei Grozăvești 

Ecaterinei Arie a studiat la liceul Regina Maria . Aici a fost foarte apreciată pentru aptitudinile ei în fizică și matematică. La începutul celui de-al doilea război mondial a suferit în urma prigoanei antievreiești din timpul Dictaturii regale, a Statului Național-Legionar și a dictaturii lui Ion Antonescu. Familiei i s-a luat locuința și a schimbat apoi multe domicilii temporare. I s-a interzis accesul la școlile și universitățile românești. Salvarea i-a venit de la înființarea, de către Martin Bercovici, împreună cu Ernest Abason, a unui “Curs de pregătire tehnică”, respectiv a Școlii Tehnice evreiești (inaugurată la 11 octombrie 1940 cu aprobarea regimului dictatorial) .

Acolo l-a cunoscut pe viitorul ei soț, Arie Avram Arie (care, după război, a devenit conferențiar și apoi profesor la Facultatea de Energetică a Institutului Politehnic București .

După căderea dictaturii antonesciene, Ecaterina Arie a primit posibilitatea de a-și continua studiile la Institutul Politehnic din București și a obținut diploma de inginer în 1947 "cum laude"
Deoarece după cel de-al doilea război mondial industrializarea, și îndeosebi dezvoltarea industriei grele au devenit un interes primordial în ochii regimului comunist, ceea ce pretindea ample resurse energetice. iar electrificarea a devenit un obiectiv de prestigiu al acestui regim . În aceste condiții era nevoie de mulți ingineri energeticieni și Ecaterina Arie a fost angajată imediat după absolvire. Pasiunea ei a fost însă cercetarea, astfel încât după 2 ani s-a transferat la Institutul de Energetică al Academiei Române.

## Activitatea profesională și științifică
Ecaterina Arie a fost angajată pentru stagiu la Societatea de Gaz și Electricitate, unde  sub conducerea ing. Gheorghe Hodoș a participat la proiectele de extindere a rețelei electrice subterane de 30 kV si la lucrările substației Combinatului Poligrafic și ale substației Centru. De asemenea, a luat parte la tehnologizarea rețelei de 60kV București-Tâncăbești În  anii 1949-1954 a fost director adjunct la Institutul de Energetică al Academiei Române 
În anul 1954 a fost scoasă din funcția de director adjunct ca urmare a unor persecuții politice/ A fost considerată „de origine nesănătoasă”, deoarece tatăl ei deținuse o companie de proiectare a centralelor hidroelectrice, care era și reprezentanța firmei Brown Boveri în România interbelică (Reprezentanța a fost expropriată în anii regimului Antonescu). Ecaterina Arie  a rămas, în cele din urmă, cercetător principal gradul III la Institutul de Energetică al Academiei Române, care a devenit ulterior (în 1974) Institutul de Cercetări și Modernizări Energetice (ICEMENERG).
În lungul anilor Ecaterina Arie s-a ocupat cu sistemul electroenergetic - a cercetat supratensiunile prelungite în rețele electrice, stabilitatea statică și dinamică a sistemelor energetice, dezvoltarea optimală și siguranța funcțională a acestor sisteme, folosirea calculatoarelor analogice si numerice, fenomenele specifice regimurilor deformante, tensiunile prelungite cu neutru izolat etc   
A elaborat o teorie de tip Leapunov pentru stabilitatea tranzitorie a sistemului electromecanic.
Datorită meritelor sale a primit premiul „Traian Vuia” al Academiei Române - RPR, în anul 1963.
A fost secretar științific al revistei Revue Roumaine de Sciences Techniques. 

În 1966 obține titlul de doctor inginer cu teza "Comportarea sistemelor electroenergetice la perturbațiile aleatorii". 

S-a stins din viață la 52 ani la 18 iulie 1975, din cauza unei boli necruțătoare   .

## Articole
A scris mai mult de 100 de articole științifice, respectiv lucrări la conferințe . Acestea au apărut în majoritate în revistele Academiei Române: "Studii și Cercetări de energetică și electrotehnică" , "Revue Roumaine de Sciences Technique" și "Serie Electrotehnique et energetique" (unde a fost secretară științifică)..A lucrat împreună cu academicianul Remus Răduleț la elaborarea unei teorii generală a regimurilor tranzitorii ale marilor sisteme cu comportare lineară care conțin conductoare masive și au pierderi.

### Viața privată
Ecaterina Arie s-a căsătorit în anul 1943 cu colegul ei de studii, Arie Avram Arie. Ei au avut o fiică, cercetătoare în domeniul dispozitivelor electronice.

## Premii și onoruri
- 1963 - Premiul Traian Vuia  al Academiei Române